# Большое Шолиоламби
Большое Шолиоламби — озеро на территории Чернопорожского сельского поселения Сегежского района Республики Карелии.

## Общие сведения
Площадь озера — 1,3 км². Располагается на высоте 120,7 метров над уровнем моря.
Форма озера продолговатая: оно вытянуто с северо-запада на юго-восток. Берега преимущественно заболоченные.
Из юго-восточной оконечности озера вытекает река Шальма, втекающая по правому берегу в реку Быстрицу. Быстрица втекает в реку Онду, впадающую, в свою очередь, в Нижний Выг.
К западу от озера проходит автозимник.
Код объекта в государственном водном реестре — 02020001311102000008326.